# Яйцо-часы Юсуповых
«Яйцо́-часы́ Юсу́повых» (также известное как «Яйцо́ Юсу́пова») — ювелирное пасхальное яйцо, изготовленное фирмой Карла Фаберже для семьи Юсуповых. Яйцо было создано в 1907 году по заказу князя Феликса Юсупова, который подарил его своей жене Зинаиде Николаевне в качестве подарка на Пасху 1907 года и в честь двадцать пятой годовщины свадьбы. Хранится фондом Эдуарда и Мориса Сандоз, Швейцария.

## Описание
Ювелирное пасхальное яйцо изготовлено в виде настольных часов, в стиле Людовика XVI, из жёлтого и красного золота, алмазов, изумрудов, жемчуга, рубинов, белого оникса, прозрачной малиновой, розовой и непрозрачной белой эмали. Вращающийся циферблат покрыт белой эмалью, римские цифры украшены алмазами. Ювелирное яйцо покоится на трёх пилястрах, основания которых выполнены в виде львиных лап. Золотая гирлянда опоясывает пасхальное яйцо и содержит три овальных медальона. Считается, что ранее на медальонах были миниатюры, изображающие князя Феликса Юсупова и его сыновей: Николая и Феликса. Ныне на медальонах вместо миниатюр можно обнаружить золотые литеры М, Y и S в обрамлении мелких алмазов — инициалы последнего владельца, Мориса Сандоза.

## Сюрприз
Поскольку данное яйцо представляет собой работающий часовой механизм, оно не содержит сюрприза.

## Владельцы
Подарено князем Феликсом Юсуповым жене Зинаиде в честь двадцать пятой годовщины свадьбы. Вероятно продано российскими чиновниками в Париже или Берлине. С 1949 года принадлежало дилерам в Лондоне. В 1953 году яйцо-часы приобрёл швейцарский магнат доктор Морис Сандоз. С 1958 года — собрание Эдуарда и Мориса Сандоза, Лозанна (Швейцария), где и хранится в настоящее время.
В коллекцию фонда Эдуарда и Мориса Сандоз, кроме ювелирного яйца-часов Юсуповых, вошли два пасхальных императорских яйца «Лебедь» (1906) — с сюрпризом в виде механического лебедя и «Павлин» (1908) — с сюрпризом в виде механического павлина.